# Parafia Podwyższenia Krzyża Świętego w Opinie
Parafia Podwyższenia Krzyża Świętego w Opinie – parafia rzymskokatolicka znajdująca się w archidiecezji warmińskiej, w dekanacie Orneta.